# Кабасін Геннадій Сергійович
Геннадій Сергійович Кабасін (нар. 24 липня 1937, радгосп «Ульяновський» Салтиковського району, тепер Саратовської області, Російська Федерація — 15 травня 2016, місто Москва) — радянський державний діяч, 1-й секретар Воронезького обкому КПРС. Член Центральної Ревізійної Комісії КПРС у 1986—1990 роках. Народний депутат СРСР у 1989—1991 роках. Кандидат економічних наук (1968).

## Життєпис
У 1953—1954 роках — технічний секретар училища механізації сільського господарства села Єлань Салтиковського району Саратовської області. У 1955 році — різноробочий радгоспу «Ульяновський» Салтиковського району Саратовської області.
У 1955—1960 роках — студент Воронезького державного зоотехнічно-ветеринарного інституту.
Член КПРС з 1960 року.
У 1960—1961 роках — головний зоотехнік Панінської районної інспекції сільського господарства Воронезької області; головний зоотехнік дослідно-показового господарства держплемзаводу «Тойда» Воронезької області. У 1961—1963 роках — секретар партійного бюро держплемзаводу «Тойда» Панінського району Воронезької області. У 1963 році — інспектор — партійний організатор парткому КПРС Панінського територіального виробничого колгоспно-радгоспного управління.
У 1963—1964 роках — інструктор відділу партійних органів Воронезького сільського обласного комітету КПРС.
У 1964—1965 роках — заступник секретаря парткому КПРС Панінського територіального виробничого колгоспно-радгоспного управління Воронезької області.
У 1965—1970 роках — 2-й секретар Панінського районного комітету КПРС Воронезької області.
У 1967 закінчив заочну аспірантуру при Воронезькому сільськогосподарському інституті.
У 1970—1978 роках — 1-й секретар Панінського районного комітету КПРС Воронезької області.
У 1978—1979 роках — інструктор сільськогосподарського відділу ЦК КПРС.
У 1979—1984 роках — секретар Брянського обласного комітету КПРС.
У 1984—1985 роках — 2-й секретар Брянського обласного комітету КПРС.
У 1985—1986 роках — інспектор ЦК КПРС.
У 1986 — січні 1987 року — заступник завідувача відділу організаційно-партійної роботи ЦК КПРС.
10 січня 1987 — 7 червня 1990 року — 1-й секретар Воронезького обласного комітету КПРС.
Одночасно у березні — листопаді 1990 року — голова Воронезької обласної ради народних депутатів.
З 1990 року — персональний пенсіонер союзного значення в Москві.

## Нагороди і звання
- орден Леніна (1973)
- орден Жовтневої Революції (1987)
- орден Трудового Червоного Прапора (1976)
- два ордени «Знак Пошани» (1966, 1971)
- медаль «За доблесну працю. В ознаменування 100-річчя з дня народження Володимира Ілліча Леніна» (1970)
- медаль «За перетворення Нечорнозем'я РРФСР»
- медаль «За заслуги перед Панінським районом» (2012)
- медалі